# Psicología evolucionista

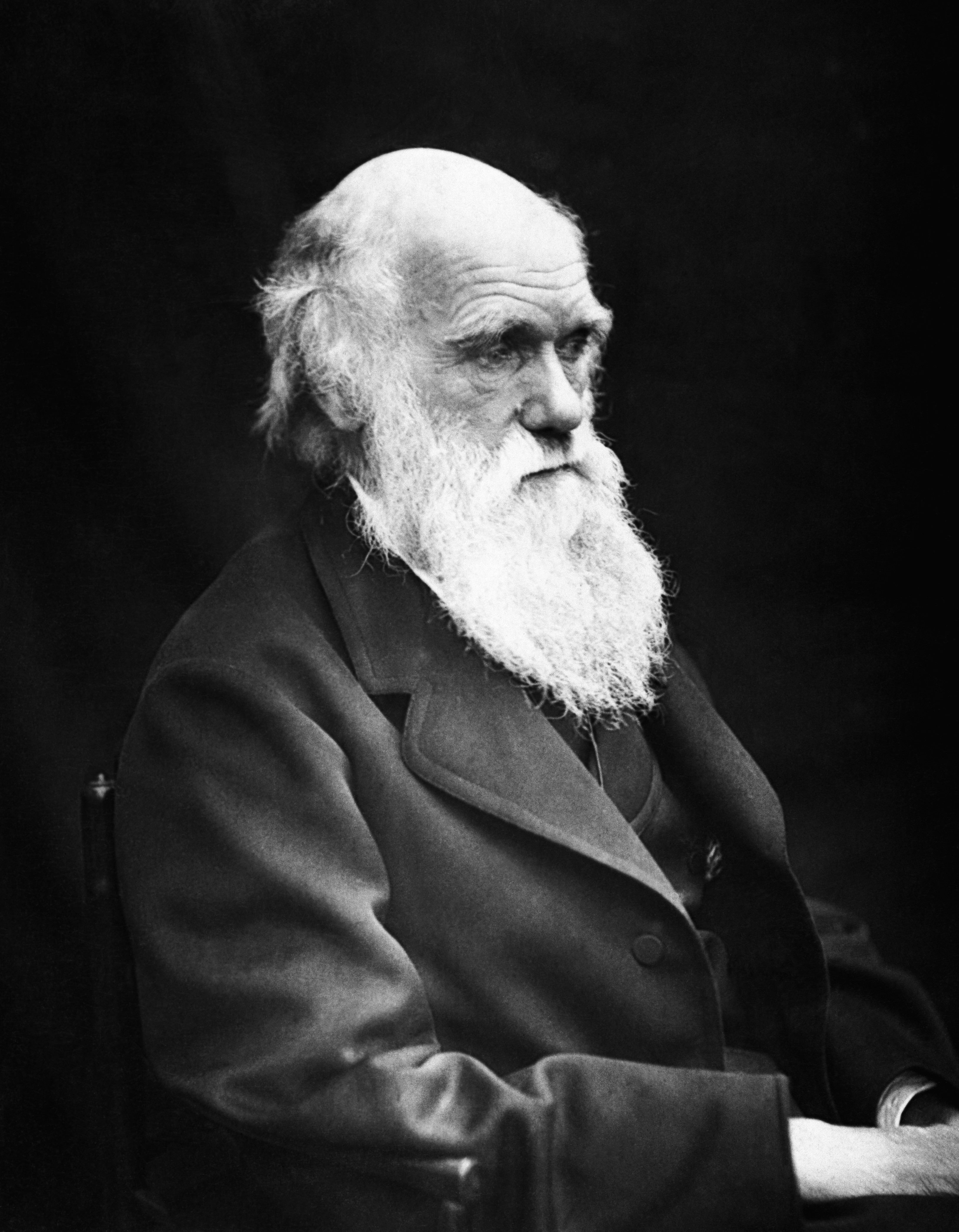
Charles Darwin (1809–1882) en sus últimos años. Esta imagen tiene la orientación correcta. El lunar de Darwin estaba en el lado derecho de su nariz.

La psicología evolucionista estudia la psicología y la conducta de los humanos y primates desde el punto de vista de su historia evolutiva. Propone que la mente de los primates, incluido el hombre, está compuesta de muchos mecanismos funcionales llamados adaptaciones psicológicas o mecanismos psicológicos evolucionados (EPMs) que se han desarrollado mediante selección natural por ser útiles para la supervivencia y reproducción del organismo. La psicología evolucionista intenta explicar características mentales de la especie humana (tales como la memoria, la percepción, el idioma, y fundamentalmente las emociones) como adaptaciones: es decir, como los productos funcionales de la selección natural, a su vez forzada por la competencia para sobrevivir y reproducirse. Este enfoque adaptativo es el utilizado para entender el resto de los mecanismos biológicos como, por ejemplo, el sistema inmunitario. La psicología evolucionista aplica este mismo principio a la psicología.
Dado que la evolución de los homínidos (hasta llegar al Homo sapiens actual) se produjo en medios ancestrales totalmente diferentes al actual, los psicólogos evolucionistas toman como referencia las condiciones existentes en aquellos medios prehistóricos. Se postula, por ejemplo, que los seres humanos han desarrollado una capacidad mental especial para la adquisición del habla en forma naturalmente automática en los primeros años de vida. Pero lógicamente no heredaron una capacidad de lectura y escritura que fueron culturalmente desarrolladas. Otras adaptaciones incluyen la capacidad de leer las emociones de los demás, la capacidad de discernir parientes de no familiares, la habilidad de identificar y seleccionar una pareja, y la propensión para ayudar y actuar en forma altruista hacia sus congéneres. Esto a pesar de que los seres humanos son biológicamente organismos en conflicto con otros de su especie, incluidos sus compañeros y familiares. Los seres humanos, sin embargo, tienen una notable capacidad para la cooperación también, en la medida en que pueden desarrollar relaciones afectivas de largo plazo para beneficio mutuo.
Charles Darwin propuso la teoría de la selección natural como mecanismo para explicar la evolución biológica en el siglo XIX, teoría que se reforzó con los descubrimientos posteriores de las ciencias biológicas y la genética. El propio Darwin, y varios científicos del siglo XX intentaron conciliar esta teoría con el estudio analítico de la conducta social de distintas especies, incluidos los insectos sociales (hormigas y abejas), los mamíferos en general, y los primates en particular.
Científicos más modernos como Desmond Morris, Richard Dawkins, Daniel Dennett y Steven Pinker han popularizado la psicología evolucionista. La ecología del comportamiento y la sociobiología son disciplinas muy relacionadas con la psicología evolucionista.
Algunos consideran que el darwinismo social es una rama cercana a la psicología evolucionista, pero el darwinismo social parte de interpretaciones erróneas de la teoría de selección natural, como identificar el éxito adaptativo con el uso de la fuerza o la coerción, o el desprecio por el altruismo como estrategia adaptativa.
Stephen Jay Gould, Richard Lewontin y otros han criticado la idea de que los seres humanos tienen importantes predisposiciones innatas hacia diversos comportamientos, citando la cultura como la creación de diferencias psicológicas entre los individuos. Otros críticos describen la psicología evolucionista como un intento de justificar los privilegios del hombre blanco, aun cuando los psicólogos evolucionistas sostienen precisamente lo contrario al concentrarse en la universalidad de la especie humana.[cita requerida]
El término "evolucionista" es el preferido para nombrar esta disciplina en castellano para distinguirla de la psicología evolutiva.[cita requerida]
Las fuentes principales de la psicología evolucionista son la psicología cognitiva, genética, etología, antropología, biología, zoología e incluso inteligencia artificial y teoría de juegos.[cita requerida] El término psicología evolucionista fue acuñado probablemente por Ghiselin en su artículo de 1973 en Science. Jerome Barkow, Leda Cosmides y John Tooby popularizaron el término en su libro muy influyente de 1992 The Adapted Mind: Evolutionary Psychology and the generation of Culture (ISBN 0-19-510107-3).
La psicología evolucionista ha sido aplicada al estudio de varios campos, incluyendo economía, agresión, justicia, psiquiatría, política, literatura, estética moral y sexo. La psicología evolucionista está íntimamente ligada a la sociobiología, pero tiene varias diferencias claves, como, por ejemplo, el énfasis en las facultades para cada aspecto específico de la conducta en lugar de facultades generales, la referencia a las adaptaciones como óptimas para el pasado y no necesariamente para el presente (Mismatch theory) y el énfasis en la psicología en lugar de la conducta.
En la actualidad, la psicología evolucionista también explora el impacto de la Inteligencia Artificial (IA) en la vida humana. La psicología evolucionista se ha interesado por estudiar cómo la IA puede tener consecuencias en los mecanismos de supervivencia y adaptación en los seres humanos. Roberto García materializa esta línea evolucionista con el libro El Yo y el Chat. Una conversación con la Inteligencia Artificial (2024). Con ello, se incorpora un nuevo campo de trabajo en la tradición evolucionista.

## Historia e introducción a la teoría
El filósofo y teólogo William Paley, en el siglo XVII, trabajando sobre las ideas de muchos otros, propuso que los organismos son máquinas diseñadas para funcionar en determinados ambientes. Esta idea es la base fundacional de la medicina y de la biología modernas. Antes de Charles Darwin y de Alfred Russel Wallace, se pensaba unánimemente que la apariencia de diseño consciente en los organismos era evidencia de la existencia de Dios. La teoría de Darwin y Wallace de la evolución, por medio de la selección natural, proporcionó una explicación científica de los orígenes de cada función fisiológica.
La psicología evolucionista se basa en la presunción de que, de la misma manera que los corazones, pulmones, hígados, riñones, y sistemas inmunitarios de los seres vivos, la cognición de estos también tiene una estructura funcional que a su vez tiene una base genética, y por lo tanto se ha desarrollado por la selección natural. Como otros órganos y tejidos, esta estructura funcional es común y universal para toda la especie humana y debe responder a la solución de problemas importantes de la supervivencia y de la reproducción. Los psicólogos evolucionistas intentan entender los procesos cognitivos estudiando las facultades de supervivencia y las funciones reproductivas para las que estas sirvieron, en el ambiente estable en el que la humanidad ha evolucionado durante la mayor parte de su historia evolutiva. Este ambiente estable fue la sabana africana en el ambiente social de grupos pequeños de cazadores-recolectores, que constituye lo que en la nomenclatura de la psicología evolucionista se llama EEA (del inglés Environment of Evolutionary Adaptedness).
Los paleoantropólogos creen que el acontecimiento que provocó nuestra separación del resto de los antropoides (chimpancés, gorilas, orangutanes) se produjo cuando los bosques de África empezaron a clarearse y apareció la hierba de la sabana. Para sobrevivir, los antepasados del hombre y se supone que otras especies ahora extintas de antropoides, bajaron a tierra y progresivamente comenzaron a cazar y recolectar en pequeños grupos. Este periodo duró varios millones de años. En comparación, la agricultura data de hace solo 10 000 años y la sociedad moderna solo apenas unos siglos, esto es un periodo insignificante para producir cambios en los mecanismos mentales específicos de nuestra especie, dado que dichos mecanismos corresponden a la mutación coordinada de gran número de genes, en contraposición a otros factores, como el color de la piel, que dependen de un solo gen y por tanto varían más rápidamente. La universalidad de estos mecanismos queda asegurada por el hecho de que hemos evolucionado en un solo continente: África, en un solo ambiente conexo: la sabana africana y una relativamente reducida población de homínidos. Actualmente se especula con la existencia de un cuello de botella evolutivo que sucedió hace aproximadamente 60.000 años, debido probablemente a algún cataclismo local o planetario, que estrechó aún más el extraordinario parecido genético entre todos los seres humanos. La presión evolutiva de este periodo es el que pudo marcar el cambio de grupos pequeños de cazadores-recolectores a las tribus más numerosas de alrededor de un centenar de individuos. El conocimiento de la EEA es muy importante para entender el propósito y función de nuestros mecanismos psicológicos creados por la evolución natural (EPMs).
Lo anterior ilustra asimismo la interrelación de la psicología evolucionista con otras muchas disciplinas. La psicología evolucionista puede ser el nexo entre las ciencias naturales y las ciencias humanas por medio de su relación por un lado con la biología evolutiva, por otro, con su carácter fundacional de la psicología humana y por medio de ella, con todos los aspectos de las ciencias humanas.
Otros dos conceptos clave de la PE son las causas cercanas (proximate causation) y las causas últimas (ultimate causation). En psicología evolucionista, al igual que en etología, una causa próxima de una conducta, o de un aspecto psicológico, es aquella razón que aparece como causa intuitiva y directa: criamos a nuestros hijos porque los queremos mucho; En este ejemplo, el sentimiento de amor paternal es la causa próxima. En cambio la causa última es que compartimos el 50% de nuestros genes con nuestros hijos biológicos por lo cual hemos desarrollado ese sentimiento de amor filial, ya que ese sentimiento ha sido exitoso al permitir difundir los genes que codifican ese sentimiento a cada nueva generación en mayor medida que otros sentimientos posibles codificados por otras secuencias genéticas posibles. La PE trata de establecer las causas últimas, que son las razones por las cuales nuestros fenómenos psicológicos permitieron la supervivencia y el éxito reproductivo en el pasado remoto correspondiente al EEA (Teoría de las ciencias humanas).

## Lenguaje
La Psicología evolucionista del lenguaje es el estudio de la historia evolutiva del lenguaje como facultad psicológica dentro de la disciplina de psicología evolucionista.

## Controversias
Los estudiosos de la conducta animal han reconocido ampliamente el papel de la evolución; el uso de la teoría de la evolución a la psicología humana, sin embargo, es polémico. Hay varios tipos de críticas que cuestionan esta idea.
Algunos alegan que debido a lo poco que se sabe sobre el contexto en el cual los seres humanos evolucionaron (tamaño de la población, estructura, forma de vida, hábitos alimenticios, el hábitat, etc.), hay demasiada poca base sobre la cual la psicología evolucionista puede funcionar. La mayoría de la investigación de la psicología evolucionista se confina así a las certezas sobre el pasado, certezas tales como que los embarazos ocurren solamente en mujeres, y que los seres humanos vivían en grupos. Otros creen que esta crítica está basada en un malentendido. Los psicólogos evolucionistas utilizan el conocimiento del ambiente ancestral para generar hipótesis sobre posibles adaptaciones psicológicas y estas hipótesis se pueden probar y evaluar posteriormente contra la evidencia empírica de la misma manera que cualquier otra hipótesis generada desde cualquier otra perspectiva teórica. Además, hay muchas características ambientales que podemos estar seguros de que tuvimos durante una parte de la historia evolutiva de nuestra especie. Nuestros antepasados trataron sin duda con depredadores y presas, adquisición y compartición de alimentos, elección de pareja, crianza de los niños, agresión interpersonal, ayuda interpersonal, enfermedades y muchos otros aspectos que se pueden considerar con bastante seguridad que constituyeron presiones adaptativas significativas.
Los críticos asimismo arguyen que muchos de las propuestas de la PE no son falsables, y lo etiquetan por esta razón como pseudociencia. Esto nuevamente es debido a un malentendido fundamental. La psicología evolucionista es una manera de generar hipótesis verificables (y por tanto falsables) sobre la estructura de la mente. Toda la psicología hace predicciones (o asunciones) sobre la estructura de la mente. La psicología evolucionista plantea sus hipótesis según una relación causal muy específica entre la mente y el ambiente en la cual fue seleccionada, haciendo de esta relación una fuente de predicciones altamente específicas, concretas, y falsables.
Algunos estudios han sido criticados por su tendencia a atribuir a los procesos evolutivos ciertos elementos de la cognición humana que pueden ser atribuibles a los procesos sociales (por ejemplo la preferencia por ciertas características físicas particulares en las posibles parejas sexuales). Asimismo, esta crítica demuestra un malentendido fundamental. Toda nuestra psicología se hace posible gracias a una elegante y complicada arquitectura cerebral. Esta estructura no puede venir de algo que no sea un desarrollo de circuitos cerebrales a través de los genes. Es decir, todos los procesos sociales están causalmente relacionados con los procesos evolutivos. La cuestión verdadera no es si algunos aspectos de nuestra experiencia (o de nuestra fenomenología) son debido a los procesos evolutivos, porque todos lo son. En lugar de eso, las preguntas interesantes son: ¿Qué sistemas funcionales hacen los procesos sociales posibles? ¿Y cuál es su curso de desarrollo? La psicología no sabe prácticamente nada sobre ambas preguntas sobre cualquier aspecto psicológico cuya función no sea intuitivamente evidente. La psicología evolucionista permite que los psicólogos ganen terreno en el conocimiento de muchas más funciones y que aprendan más sobre muchos más sistemas, incluyendo centenares sino miles de esos mecanismos mentales que permiten 'procesos sociales'.
Donald Symons en su libro Evolution of human sexuality da una explicación concluyente acerca de por qué los procesos sociales no pueden determinar unívocamente la psicología humana: «Si existieran individuos con una mente y un cerebro diseñados para aceptar cualesquiera normas sociales, éstos serían fácilmente indoctrinado por otros que siguen normas sociales a favor de sus propios objetivos de supervivencia y reproducción en detrimento de los primeros. Por lo tanto, los primeros serían eliminados por selección natural». Por tanto, la aceptación de un modelo que considere la psicología humana como totalmente dependiente de condicionamientos sociales es incompatible con la teoría de la evolución tal como es aceptada mayoritariamente. Las normas sociales son por tanto el resultado de un equilibrio resultante de la colaboración y el conflicto entre individuos cuyos cerebros ejecutan las adaptaciones mentales creadas por selección natural. Dichas adaptaciones se entienden como diseñadas para optimizar las posibilidades de supervivencia y reproducción en el entorno primitivo del EEA (Ver apartado anterior).
Algunos alternativas a la psicología evolucionista mantienen que los elementos del comportamiento humano son irreducibles a sus piezas. Como ilustración de esto, en el trabajo de Peter Hobson, la consciencia se identifica como el producto del aprendizaje inter-subjetivo, en lugar de ser una plataforma de las herramientas emocionales proporcionadas por la naturaleza humana, y, como proceso social, tal construcción de mentes no sería descriptible en términos de los componentes celulares de organismos individuales. Daniel Dennett hizo una refutación elegante de este caricatura de la ciencia (llamada reduccionismo codicioso), ya que reduce los procesos psicológicos a meros procesos sociales. Esta reducción no es característica de ninguna filosofía sofisticada de la ciencia, incluyendo una ciencia de la psicología informada por la biología evolucionista. Además este reduccionismo es vulnerable al argumento del párrafo anterior.
Algunas personas están preocupadas por el hecho de que la psicología evolucionista sea utilizada para justificar malas conductas, y han intentado ocasionalmente suprimir su estudio. Por ejemplo, puede que un marido engañe a su esposa con más probabilidad si este cree que su mente está diseñada para actuar de esa manera.
Los psicólogos evolucionistas responden a esta objeción afirmando que ellos solo tratan de establecer lo que es, no lo que debe ser. Saber como funciona algo es el primer paso para intentar arreglarlo si funciona mal, o de cambiar la manera en que trabaja (si eso es lo que decidimos que eso es lo correcto). Si los hombres entienden los procedimientos mentales que les hacen promiscuos —no para su felicidad, no porque sea correcto o moral, sino debido al proceso causal oculto de la selección natural— los seres humanos pueden ser mejores consumidores de su propia consciencia, y otros pueden poder utilizar esta comprensión para intervenir y para cambiar su comportamiento.
El conocimiento que brinda la psicología evolucionista no supone el aceptar un punto de vista moral en el comportamiento de la gente, no más que el hecho de que entender cómo funciona el cáncer suponga el perdonar o justificar su existencia. La atribución de un valor moral a un conocimiento científico se conoce como la Falacia Naturalista y plantea un límite infranqueable para la ciencia a la hora de establecer valores morales.
Hay que decir que esta falacia responde a una tendencia errónea de nuestra mente que es fácil de explicar de acuerdo con la psicología evolucionista ya que nuestros conocimientos afectan a nuestros intereses y ambos, a su vez, a nuestras percepciones morales con el objetivo de favorecer nuestra supervivencia y reproducción. Esta relación es fundamentalmente inconsciente y solo el intelecto consciente es capaz de superar esta falacia.
Sin embargo, aunque ninguna ciencia puede establecer valores morales, es indudable que influye en ellos. El mismo argumento anterior que explica la falacia demuestra también que eso es así. Por otro lado la PE tiene potencial para explicar como funcionan nuestras percepciones morales, ya que por el mismo hecho de existir y ser universales, responden a unos mecanismos específicos diseñados con una funcionalidad adaptativa (por ejemplo, valorar y premiar la lealtad podría haber ayudado a nuestros antepasados a garantizar la "devolución de favores" en tiempos de escasez: hoy yo yo comparto mi caza contigo, pero cuando tu cacería tenga éxito espero que lo hagas tu. En la práctica, este mecanismo de premios y castigos es mucho más fácil de implementar -y por tanto de beneficiar a los genes de cada miembro de una especie-, si dichos individuos han desarrollado una repugnancia natural hacia la deslealtad).
Por tanto, la influencia de la PE en los aspectos de la naturaleza humana que afectan a las creencias e ideologías es evidente. Eso explica la controversia que despierta. Como se ha visto, la PE cuestiona el modelo estándar de las ciencias sociales. Steven Pinker en su influyente The Blank Slate, the modern denial of human nature, traducido en español como La tabla rasa, divulga la controversia desde el punto de vista de la PE.

## Promotores de la psicología evolucionista conocidos
Además de Leda Cosmides y John Tooby, algunos de los principales defensores de esta disciplina son:
- David Buss
- Martin Daly
- Richard Dawkins
- Robin Dunbar
- Steven W. Gangestad
- David C. Geary
- Sarah Blaffer Hrdy
- Kevin B. McDonald
- Robert Kurzban
- Geoffrey Miller
- Steven Pinker
- Matt Ridley
- Donald Symons
- Robert Trivers
- Margo Wilson
- Robert Wright
- Roberto García Sánchez